# Сіддхи
Сіддги, також Сіддхи (санскр. सिद्धिः, siddhi IAST) — надприродні сили, здатність творити чудеса. Зазвичай цей термін зустрічається в літературі з йоґи, Вайшнавізму і буддизму Ваджраяни. Сіддгами (розмовне) також називають великих йоґинів (магасіддгів). У сучасному значенні «сіддги» — це приховані можливості організму людини.
Визначення сіддх, надане в Шива сутрі:
|  | 3.1 सिद्धः स्वतन्त्रभावः ॥ siddhaḥ svatantrabhāvaḥ IAST॥ Сіддхі — стан свободи вибору. |

## Сіддхи (приклади)
Ясновидіння, яснослухання, телепатія, обізнаність про майбутнє (або минулому), левітація, досконала інтуїція, здатність швидко переміщатися на великі відстані (телепортація), ставати невидимим за своїм бажанням, обходитися без сну, зупинка дихання і серцебиття на довгий час (тижнями), обходитися без їжі і води, являти себе одночасно в двох і більше різних місцях, лікувати хвороби, воскрешати, здатність матеріалізувати предмети, направляти події в потрібне русло та інше.

## Розвиток сіддг
Зазвичай сіддги є «побічним продуктом» досконалої практики йоґи (частиною самосвідомості людини на шляху до самадгі), але існують спеціальні техніки для розвитку тієї чи іншої здатності.

## Сіддхи і духовне зростання
Духовні Вчителі застерігають про небезпеку зловживання сіддха і вказують на те, що просвітлення набагато важливіше.
В Індії є знаменита історія про двох братів:
„Старший брат залишив будинок і молився у лісі дуже інтенсивно. Через дванадцять років він повернувся додому.
Молодший брат був радий побачити його і попросив: Будь ласка, покажи мені деякі окультні сили. Ти практикував йогу дванадцять довгих років , тоді як я вів звичайне життя. Покажи мені, чого ти досяг. Старший сказав: Ходімо зі мною.
Обидва брати вийшли із села і спустилися до річки. На березі річки старший брат сів і увійшов в глибоку медитацію. Через деякий час він встав і пішов через річку по поверхні води.
Молодший брат одразу ж покликав перевізника, дав йому грошей і швидко перетнув річку. Коли брати зустрілися, молодший сказав: «Ти витратив дванадцять років на те, що я можу зробити за п'ять хвилин? Це і є результат твоїх років духовної дисципліни і суворого життя? Сором, сором!»
Старший брат зрозумів, що він нерозумно витратив час. Він знову пішов з дому, щоб цього разу надихатися тільки Світлом, Істиною і Богом“.
«Самореалізація знаходиться за межами будь-яких сіддх (надприродних сил). Якщо ви просите Бога тільки про сіддха, тоді це все одно що намагатися з усіх сил дістатися до царського двору і попросити про декілька ягід аґрусу, коли ви збираєтеся зустрітися з царем».

## Махасіддх
Найбільш відомі імена Бабаджі Нагараджа, Тірумулар, Патанджалі (індуїстські махасіддх), а також Нагарджуна, Тілопа, Наропа, Марпа і Міларепа (магасіддга тантричного буддизму).

## Сіддхи у джайнізмі
Згідно з джайнізмом є два види морських істот: перші — сансаріни (схильні до страждань і прив'язані до матеріального світу), другі — сіддхи, які позбулися пут сансари, вони позбавлені просторово-часового розташування і відчувають тільки блаженство чистої свідомості.